# Новое Урюмово
Но́вое Урю́мово (чув. Вӑрӑмпуҫ) — деревня в Канашском районе Чувашской Республики.  Административный центр Новоурюмовского сельского поселения.

## География
Находится в центральной части Чувашии, на расстоянии приблизительно 12 км на юг по прямой от районного центра города Канаш на берегах реки Урюм у республиканской автодороги.

## История
Возникла в первой половине  XVII века как поселение служилых чувашей. В 1646 году учтено было 3 двора, в 1721 году отмечено 129 мужчин, в 1795 – 43 двора, 182 жителя, в 1858 – 40 дворов, 387 жителей, в 1897 – 759 жителей, в 1926 – 100 дворов, 1006 жителей, в 1939 – 1246 жителей, в 1979 – 1156. В 2002 году было 282 двора, в 2010 – 262  домохозяйства. В 2010 году действовал   СХПК «Путь Ленина».

## Население
Постоянное население составляло 818 человек (чуваши 99%) в 2002 году, 784в 2010.